# Agar nutritivo

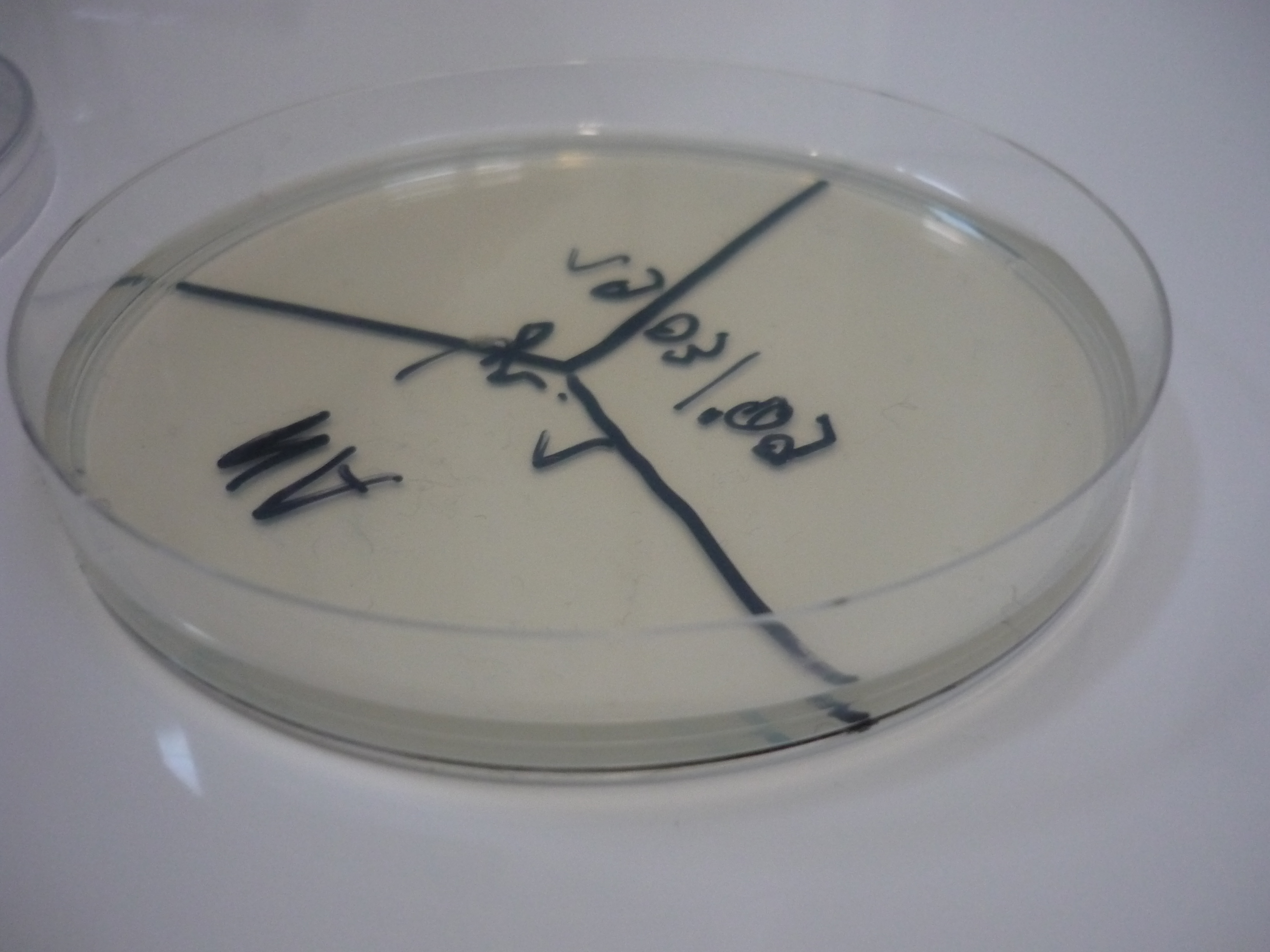
Agar nutritivo.

El agar nutritivo es un medio de cultivo usado normalmente como rutina para todo tipo de bacteria. Es muy útil porque permanece sólido incluso a relativamente altas temperaturas. Además, el crecimiento bacteriano en este agar lo hace en la superficie, por lo que se distinguen mejor las colonias pequeñas. 
En un caldo de nutrientes, la bacteria crece en el líquido, y aparece como una sustancia espesa, con colonias difícilmente observables.
El agar nutritivo contiene normalmente (p/v):
- 0,5% de peptona;
- 0,3% de extracto de carne/extracto de levadura;
- 1,5% de agar;
- 0,5%  de cloruro de sodio;
- agua destilada;
- pH casi neutro (6,8) a 25 °C.

El caldo nutritivo se hace exactamente igual, excepto por la omisión del agar.